# Heideholz
Das Heideholz ist ein Naturschutzgebiet in Vlotho-Exter mit einer Größe von rund 4 ha.
Das unter der Nummer HF-033 geführte Gebiet schützt insbesondere eine ehemalige Tongrube, eine Senke mit Nasswiesen und -weiden sowie die dortigen Lebensgemeinschaften.